# Gaja (låt)

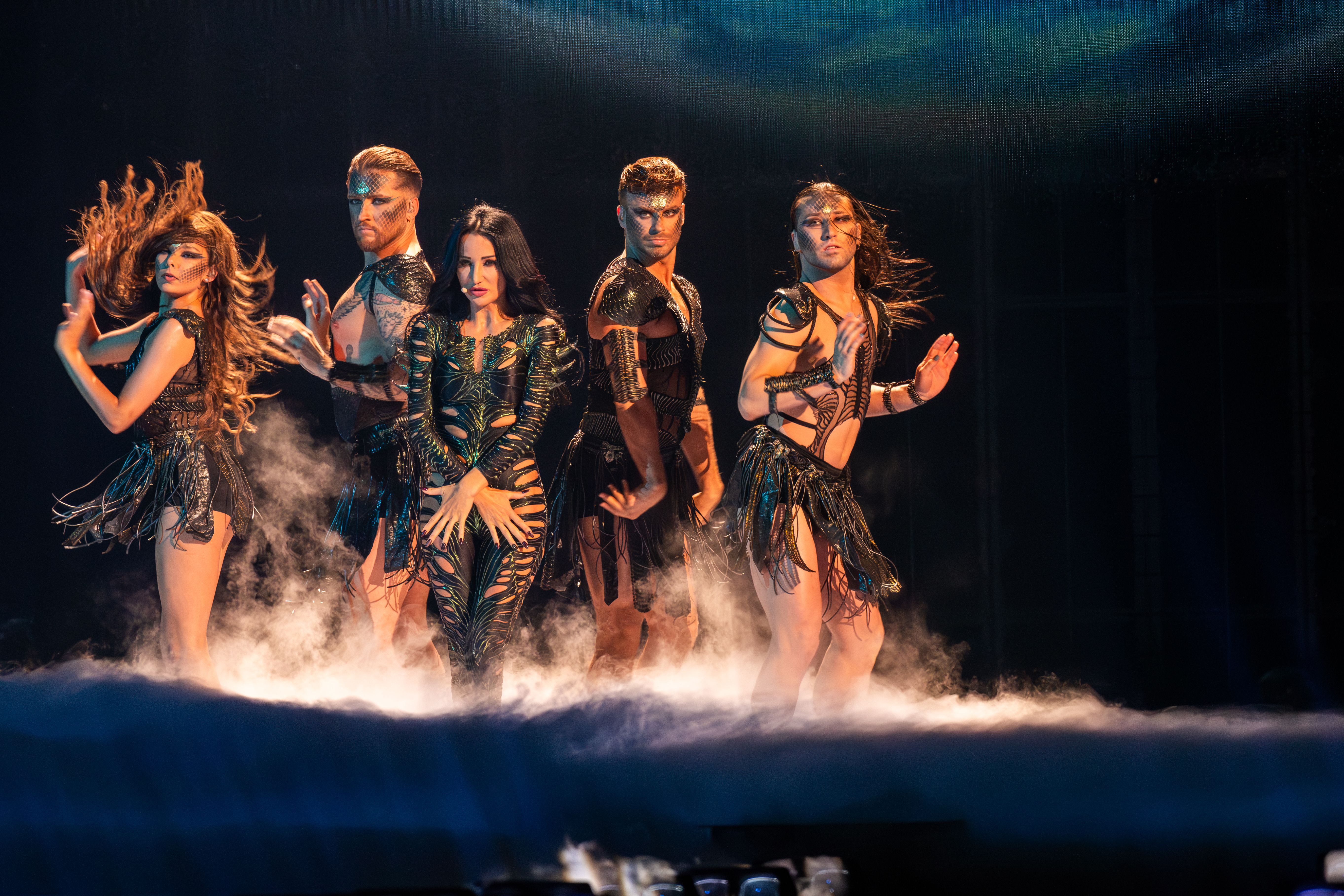
Låten framförd under den första semifinalen av Eurovision.

Gaja är en låt framförd av den polska sångerskan Justyna Steczkowska. Låten, som är skriven av Steczkowska, representerade Polen i Eurovision Song Contest 2025 i Basel i Schweiz där den slutade på en 14:e plats i finalen.